# Even Now
Even Now är singer-songwritern Barry Manilows sjätte studioalbum. Albumet spelades in i A&M Studios i Hollywood, Kalifornien, och utgavs 1978. Albumet nådde trippel-platinum och från albumet släpptes fyra singlar under 1978 och 1979: titel-låten, "Can't Smile Without You", "Copacabana", samt "Somewhere in the Night". Somewhere in the Night hade tidigare varit en hit med Helen Reddy. 2006 års återsläpp av albumet ersatte albumets version av Copacabana med en längre discoversion.

## Låtlista

### Sida ett
1. "Copacabana (At The Copa)" - 4:08 (5:46 på 2006 års återsläpp) 
(av Jack Feldman, Barry Manilow & Bruce Sussman)
2. "Somewhere In The Night" - 3:26
(Komponerad av Richard Kerr, text av Will Jennings)
3. "A Linda Song" - 3:20
(av Enoch Anderson & Barry Manilow)
4. "Can't Smile Without You" - 3:13
(av Chris Arnold, David Martin & Geoff Morrow)
5. "Leavin' In The Morning" - 3:25
(av Barry Manilow, Marty Panzer)
6. "Where Do I Go From Here" - 3:07
(av McKee, Parker)

### Sida två
1. "Even Now" - 3:28
(av Barry Manilow, Marty Panzer)
2. "I Was A Fool (To Let You Go)" - 3:29
(by Barry Manilow, Marty Panzer)
3. "Losing Touch" - 2:40
(by Jack Feldman, Barry Manilow & Bruce Sussman)
4. "I Just Want To Be The One In Your Life" - 3:39
(av Michael Price, Dan Walsh)
5. "Starting Again" - 2:40
(av Barry Manilow, Marty Panzer)
6. "Sunrise" - 3:16
(av Adrienne Anderson, Barry Manilow)

### Bonuslåtar (CD)
1. "I'm Comin' Home Again" - 3:44
(Komponerad av Bruce Roberts, text av Carole Bayer Sager)
- Bonuslåt på 2006 Remaster
2. "No Love For Jenny" - 2:46
(av Adrienne Anderson, Barry Manilow)
- Bonuslåt på 1996 & 2006 Remaster